# Maresenspitze
Maresenspitze är ett berg i Österrike.   Det ligger i distriktet Spittal an der Drau och förbundslandet Kärnten, i den centrala delen av landet, 270 km sydväst om huvudstaden Wien. Toppen på Maresenspitze är 2 915 meter över havet, eller 505 meter över den omgivande terrängen. Bredden vid basen är 2,7 km.
Terrängen runt Maresenspitze är huvudsakligen mycket bergig. Runt Maresenspitze är det ganska glesbefolkat, med 29 invånare per kvadratkilometer.. Närmaste större samhälle är Bad Gastein, 14,2 km nordväst om Maresenspitze. 
I omgivningarna runt Maresenspitze växer i huvudsak blandskog.